# Halkurke Amanikere, Tiptur
Halkurke Amanikere là một làng thuộc tehsil Tiptur, huyện Tumkur, bang Karnataka, Ấn Độ.